# Ipomoea tenuirostris
Ipomoea tenuirostris är en vindeväxtart. Ipomoea tenuirostris ingår i släktet praktvindor, och familjen vindeväxter.

## Underarter
Arten delas in i följande underarter:
- I. t. hindeana
- I. t. repens
- I. t. tenuirostris